# Granica chińsko-mongolska
Granica chińsko-mongolska – czwarta co do długości granica międzypaństwowa na świecie. Ciągnie się na długości 4677 km między dwoma trójstykami z Rosją.
Granica w swym przebiegu przecina Ałtaj oraz Gobi.

## Mongolskie ajmaki przygraniczne
- bajanolgijski (Баян-Өлгий аймаг)
- kobdoski (Ховд аймаг)
- gobijsko-ałtajski (Говь-Алтай аймаг)
- bajanchongorski (Баянхонгор аймаг)
- południowogobijski (Өмнөговь аймаг)
- wschodniogobijski (Дорноговь аймаг)
- suchebatorski (Сүхбаатар аймаг)
- wschodni (Дорнод аймаг)

## Chińskie prowincje przygraniczne
- region autonomiczny Mongolia Wewnętrzna
- Gansu
- region autonomiczny Sinciang